# Associação de Instrução e Recreio Angejense
A Philarmónica Angejense é uma banda filarmónica portuguesa fundada em 13 de outubro de 1867, com sede na freguesia de Angeja. O grupo conta actualmente com cerca de 70 executantes.

## História
Fundada a 13 de Outubro de 1867, sob o nome de «Philarmónica Angejense», teve nos seus sócios fundadores o apadrinhamento ideal para que retivesse no seu tecido social o fermento que conduziria serenamente até aos dias de hoje.
Cada sócio pagou na época 1800 Reis, o que equivalia a 4 libras e ainda mais 800 Reis de luz e papel.
A escritura foi efetuada no Tabelião de Sousa de Paus, lugar pertencente à freguesia de Alquerubim, que naquela altura era sede do Concelho de Albergaria-a-Velha.
Os instrumentos para a mesma custearam no Porto a quantia de 400.000 Reis. Este dinheiro foi pedido à Caixa Económica de Aveiro. Seu fundador foi o sócio Manuel Nunes Ferreira. Como primeiro maestro teve o Padre António Santos, desta Freguesia.
Tendo sido elaborados e aprovados os seus Estatutos em 1909, a Philarmónica Angejense passou a fazer parte integrante da «ASSOCIAÇÃO DE INSTRUÇÃO E RECREIO ANGEJENSE».
O grupo tem sede própria, desde 1970, a qual foi gentilmente doada pelos sócios beneméritos Manuel da Silva Valente e Judite Rodrigues Martins. A comemoração dos 140 anos de actividades, ocorrido em Novembro de 2007, reuniu elementos da banda, amigos, colaboradores, o pároco da freguesia e ainda entidades oficiais locais.
Com quase século e meio de existência a Banda desta Associação continua hoje como ontem a ser credora dos maiores elogios, pois sempre se tem sabido impor pela cultura e arte musical que desenvolve, prestigiando a Vila de Angeja e o seu Concelho.
Só em 1909, depois de elaborados e aprovados os seus estatutos, é que passou a ser uma parte integrante da Associação de Instrução e Recreio Angejense.
Com cerca de 620 associados, prossegue hoje a sua atividade, mais do que nunca virada para a Banda de Música, Orquestra e Escola de Música. A Escola de Música forma novos músicos, gratuitamente para a manutenção da Banda e ao mesmo tempo é ocupação das crianças e jovens da nossa terra. Esta escola tem lições diárias de solfejo e adaptação aos instrumentos.
A Banda de Música é composta por 65 músicos de sopro e de percussão e ensaia 2 vezes por semana.
Está a ser preparada uma obra com a história da colectividade.

## Actuações
Realiza anualmente dezenas de actuações em várias localidades de Norte a Sul do País. Ficaram na memória as actuações em Camarate, Murça, Pegarinhos, Régua, Alijó, Tomar, Sobral Monte Agraço, Esposende, Melgaço, Viana do Castelo, Barroselas, Apúlia e Vila do Conde, entre outras.

## Maestros
O primeiro Maestro foi o Padre António Santos. Pela Banda passaram Maestros como Américo Salles Carvalho, Alfredo Lima Sousa, Amadeu Santos, Manuel Maria Pleno, Américo Amaral, Elpídio Fontoura Lima, José Redondo, Manuel Rosado, Miguel Moreira, Delfim, Alberto Branquinho Almeida, Manuel Mouro, Hernâni Lima, Arménio Sequeira Melo, Benjamim Rodrigues Soares Almeida, José Fernando dos Santos e José da Rocha Martins.
Atualmente a Banda de Angeja bem como sua Orquestra, tem como responsável o Maestro Paulo Almeida e como presidente da Direção Sr. António Portela.